# Паул Хархюис
Паул Хархюис (на нидерландски: Paul Haarhuis) е нидерландски тенисист. 

## Биография
Паул Хархюис е роден на 19 февруари 1966  г. в Айндховен, Нидерландия. Играе тенис за държавния колеж „Армстронг“ и държавния университет на Флорида. Той е фен ПСВ Айндховен.

## Кариера
Паул Хархюис е бивш тенис световен номер 1[ неясно? ] на двойки, достига най-високото в кариерата си класиране на сингъл като номер 18 през ноември 1995 г. Той печели шест титли от Големия шлем на двойки за мъже, пет с Яко Елтинг и една с Евгени Кафелников.
Хархюис заедно със Серхи Бругера, Рихард Крайчек, Леандър Паес и Михаел Щих е с положителен резултат в двубоите срещу Пийт Сампрас 3–1.
През 2014 г. Хархюис наследява Манон Болеграф като капитан на нидерландския отбор за Фед Къп.

## Кариерна статистика

#### Финали натурнири от сериите Мастърс(1)
| година | турнир            | съперник във финала | резултат      |
| ------ | ----------------- | ------------------- | ------------- |
| 1996   | Индиън Уелс Оупън | Майкъл Ченг         | 5–7, 1–6, 1–6 |

### ATP финали (1 титли; 8 финала)
|        | П–З | Година | Турнир            | Клас           | Настилка   | Опонент        | Резултат      |
| ------ | --- | ------ | ----------------- | -------------- | ---------- | -------------- | ------------- |
| Загуба | 0–1 | 1992   | Сингапур Оупън    | Световни серии | Твърда     | Саймън Юл      | 4–6, 1–6      |
| Загуба | 0–2 | 1994   | Катар Оупън       | Световни серии | Твърда     | Стефан Едберг  | 3–6, 2–6      |
| Загуба | 0–3 | 1994   | Ю Ес Про Индор    | Шампионски     | Килим (з)  | Майкъл Ченг    | 3–6, 2–6      |
| Победа | 1–3 | 1995   | Джакарта Оупън    | Световни серии | Твърда     | Радомир Вашек  | 7–5, 7–5      |
| Загуба | 1–4 | 1995   | Ю Ес Индор        | Шампионски     | Твърда (з) | Тод Мартин     | 6–7(4–7), 4–6 |
| Загуба | 1–5 | 1995   | Ротердам Оупън    | Световни серии | Килим (з)  | Рихард Крайчек | 6–7(5–7), 4–6 |
| Загуба | 1–6 | 1996   | Индиън Уелс Оупън | Супер 9        | Твърда     | Майкъл Ченг    | 5–7, 1–6, 1–6 |
| Загуба | 1–7 | 1998   | Ю Ес Про          | Световни серии | Твърда     | Майкъл Ченг    | 3–6, 4–6      |